# Oleksandrija
Oleksandrija (Oekraïens: Олександрія) is een stad in de Oekraïense oblast Kirovohrad. De dichtstbijgelegen stad is de hoofdplaats Kropyvnytsky van de oblast Kirovohrad. De stad ligt aan de rivier Inhoelets.

## Geschiedenis
De stad werd voor het eerst genoemd in 1746 als de nederzetting van Usivka, ter ere van de Zaporozje-Kozak Usyk die de stad stichtte. Het officiële document van de nederzetting dateert uit 1754. In 1784 hernoemde de Russische regering de stad naar Oleksandriysk en later naar Oleksandria

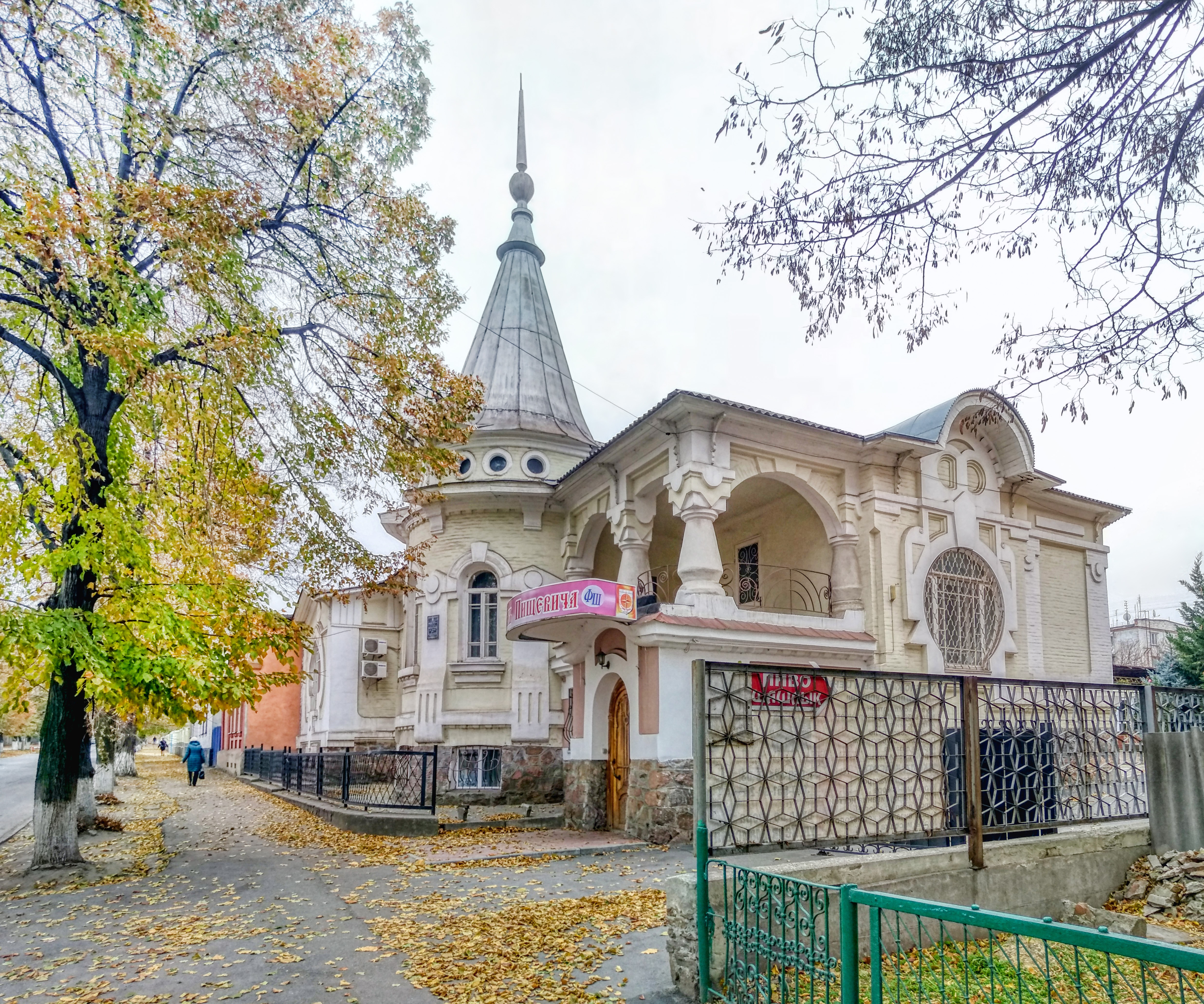
Het huis van Pyshchevych

Tijdens de Oekraïense Onafhankelijkheidsoorlog in 1917 verschenen takken van de Oekraïense Vrije Kozakken op het grondgebied van Oleksandria. In mei 1919 was de stad Oleksandria het centrum van een anti-bolsjewistische opstand onder leiding van Otaman Nykyfor Hryhoriv, wiens troepen op 23 mei 1919 op brute wijze werden onderdrukt door het Rode Leger.
Tijdens de Holodomor van 1932-1933 stierven minstens 1729 inwoners van de stad 
Tijdens de Tweede Wereldoorlog op 6 augustus 1941 Het Sovjetleger verliet de stad zonder slag of stoot en stak het theatergebouw in brand. Tijdens de nazi-bezetting verloor de stad bijna haar gehele Joodse bevolking (ongeveer 2500 mensen)ook werden 320 burgers neergeschoten. Sovjet-troepen veroverden de stad opnieuw op 6 december 1943.

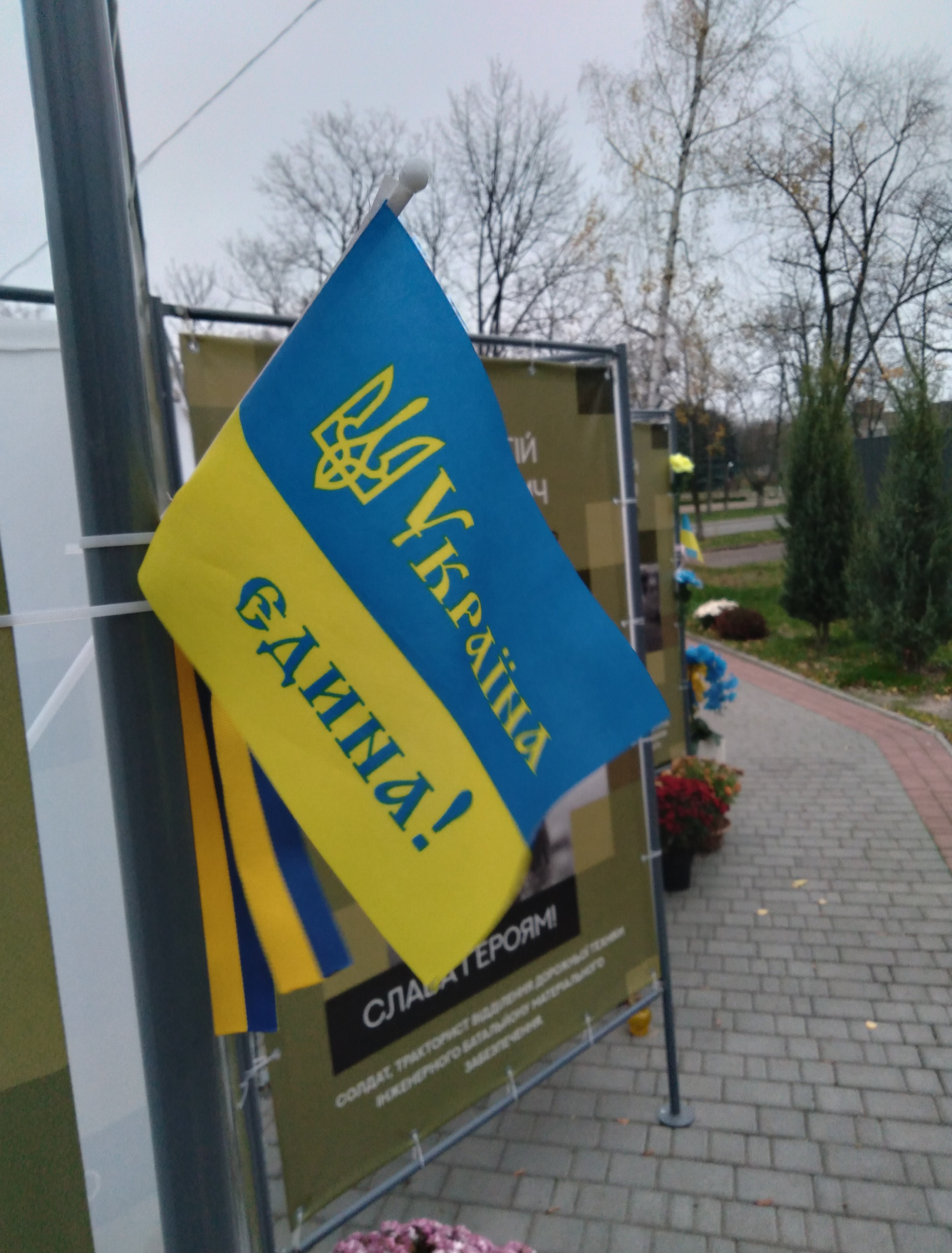
die Flagge auf der Allee zum Gedenken an die Gefallenen des russisch-ukrainischen Krieges

Tijdens de grootschalige invasie van Oekraïne op 15 april 2022, om 22.26 uur, raakten twee Russische raketten de infrastructuur van de luchthaven van de stad.

## Sport
PFK Oleksandrija is de professionele voetbalclub van Oleksandrija en speelt op het hoogste Oekraïense niveau, de Premjer Liha. De club speelt in het KSC Nica.